# Bridget Jones naplója (film)
A Bridget Jones naplója (eredeti cím: Bridget Jones's Diary) 2001-ben bemutatott brit–amerikai–francia romantikus filmvígjáték, amelyet Helen Fielding azonos című regénye alapján Sharon Maguire rendezett.

## Történet
Bridget Jonest a harmadik X-en is túl a legmeghittebb viszony egy üveg borhoz köti. Reménytelenül szerelmes főnökébe, Daniel Cleaverbe, és rokonai unos-untalan azokkal a témákkal zaklatják, amelyek minden szingli rémálmai: házasság, család és gyerekek. A magát kövérnek tartó Bridget az igaz szerelmet keresi három jó barátja és naplója segítségével, ahova súlyát, valamint az aznap elfogyasztott cigaretta- és alkoholmennyiséget szorgosan írja. Az anyjánál tartott partin megismeri Mark Darcyt. Később összejön a főnökével, majd szakításuk után felmond, és egy tv-csatornánál kezd dolgozni.

## Szereplők
| Szerep                        | Színész            | Magyar hang        |
| ----------------------------- | ------------------ | ------------------ |
| Bridget Jones                 | Renée Zellweger    | Udvaros Dorottya   |
| Mark Darcy                    | Colin Firth        | Kőszegi Ákos       |
| Daniel Cleaver                | Hugh Grant         | Széles László      |
| Bridget apja                  | Jim Broadbent      | Dobránszky Zoltán  |
| Bridget anyja                 | Gemma Jones        | Halász Aranka      |
| Natasha Glenville             | Embeth Davidtz     | Csere Ágnes        |
| Una Alconbury                 | Celia Imrie        | Pálos Zsuzsa       |
| Geoffrey Alconbury, nagybácsi | James Faulkner     | Horányi László     |
| Mrs. Darcy                    | Charmian May       | Kassai Ilona       |
| Mr. Darcy                     | Donald Douglas     | Makay Sándor       |
| Mr. Fitzherbert               | Paul Brooke        | Versényi László    |
| Perpetua                      | Felicity Montagu   | Kocsis Mariann     |
| Jude                          | Shirley Henderson  | Balázs Ágnes       |
| Shazzer                       | Sally Phillips     | Spilák Klára       |
| Tom                           | James Callis       | Csőre Gábor        |
| Penny Husbands-Bosworth       | Honor Blackman     | Némedi Mari        |
| Lara                          | Lisa Barbuscia     | Blumenschein Tímea |
| Eleanor Ross Heaney           | Lisa Kay           |                    |
| Kafir Aghani                  | Sulayman Al-Bassam | Simon Aladár       |
| Önmaga                        | Salman Rushdie     | Rudas István       |

## Filmzene
1. Perry Como – "Magic Moments"
2. Andy Williams – "Can’t Take My Eyes Off You"
3. Jamie O'Neal – "All By Myself"
4. Aretha Franklin – "Respect"
5. Renée Zellweger – "Without You"
6. Aaron Soul – "Ring Ring Ring"
7. The Pretenders – "Don’t Get Me Wrong"
8. The Art of Noise – "Peter Gunn"
9. Rosey – "Love"
10. Marvin Gaye / Diana Ross – "Stop, Look, Listen (To Your Heart)"
11. The Fifth Dimension – "Up, Up And Away"
12. "Every Bossa"
13. The Dramatics – "Me and Mrs Jones"
14. Julie London – "Fly Me To The Moon"
15. Chaka Khan – "I’m Every Woman"
16. Sheryl Crow – "Kiss That Girl"
17. Van Morrison – "Someone Like You"
18. Artful Dodger – "Woman Trouble"
19. Alisha's Attic – "Pretender Got My Heart"
20. Shelby Lynne – "Dream Some"
21. Geri Halliwell – "It’s Raining Men"
22. "Christmas Green"
23. Diana Ross – "Ain't No Mountain High Enough"
24. Gabrielle – "Out Of Reach"
25. Robbie Williams – "Have You Met Miss Jones?" (megjelent a Swing When You’re Winning című albumon)
26. Dina Carroll – "Someone Like You"
27. Robbie Williams – "Not Of This Earth"

## Díjak és jelölések
- Oscar-díj (2002) – Legjobb női főszereplő jelölés: Renée Zellweger
- Golden Globe-díj (2002) – Legjobb film – zenés film és vígjáték kategória jelölés
- Golden Globe-díj (2002) – Legjobb női alakítás jelölés: Renée Zellweger
- MTV Movie & TV Awards (2002) – Legjobb csók jelölés: Renée Zellweger, Colin Firth